# Llatzeret (Maó)
El Llatzeret és una illa situada dins el Port de Maó que durant anys va servir per fer-hi quarantenes. Abans que es construís dit Llatzeret ja existia dins el port de Maó un petit illot anomenat Illa de la Quarantena precisament perquè serví de Llatzeret a partir de 1490. Però a mitjans de 1785 Espanya rebé els esclaus espanyols alliberats per Algèria a conseqüència de la nova pau instaurada amb la regència algeriana i les estructures del petit Llatzeret menorquí resultaren insuficients. Per aquest motiu l'Illa d'en Colom serví de Llatzeret provisional, un illot de la costa nord-est de Menorca on els repatriats hi feren la quarantena. Un cop solucionat aquest problema puntual, es decidí buscar una solució definitiva a la protecció sanitària espanyola, i Floridablanca ordenà la construcció d'un Llatzeret general l'any 1787 per tal que les naus que haguessin de desembarcar a Espanya fessin quarantena. Es proposaren molts llocs, però a la fi s'optà altre cop per l'illa de Menorca, allà on s'enviaren els repatriats d'Algèria, però no a l'illa d'en Colom aquest cop, sinó una península anomenada Península de Sant Felipet, que es trobava dins el port de Maó, i que després de la construcció d'un canal artificial l'any 1900 es convertiria definitivament en el Llatzeret General d'Espanya.

## Menorca com a resposta
Alguns autors menorquins del segle xix van interpretar l'elecció de Menorca entre totes les altres candidatures al fet que en aquella època es creia que a Menorca hi havia un clima saludable a causa de la falta de morts per pesta i poques per altres malalties. Així a l'illa s'hi respirava un ambient higiènic, apropiat per construir-hi un Llatzeret. Tot i així, es creu que altres factors més pràctics foren els que convenceren a Madrid per a l'elecció de Menorca.
Un d'aquests factors seria el fet de ser una illa, i la més allunyada de la península tenint en compte que havia de ser prou a prop per a la seva utilització (així les Canàries i algunes colònies foren desestimades com a solució). Un altre factor és la seva situació oriental, ja que era un lloc de pas freqüent per a les naus que venien del Llevant i del Nord d'Àfrica, els quals eren els més temuts per procedència de llocs on la pesta era endèmica. Un últim factor a tenir en compte, seria la gran capacitat del port de Maó, dins del qual les naus podien maniobrar tranquil·lament. A més a més, la seva forma de llengua que s'infiltra dins la terra aportava un refugi segur davant de temporals.
Tot i així, fossin quins fossin els motius que decantaren al govern espanyol cap a Menorca, es firmà l'ordre de construcció el 14 de setembre de 1787 però, la manca de recursos econòmics no va permetre la resolució pràctica de la decisió menorquina. Així, l'any 1792 hi hagué un fort rebrot de la pesta a Algèria que accentuà la urgència de la construcció del Llatzeret per tal de posar en quarantena als possibles portadors de malalties infeccioses. Per això, aquest mateix any, quatre tècnics de l'Administració Reial van visitar Menorca per tal de construir-hi el Llatzeret. A més a més, dos tècnics designats pels propietaris dels terrenys, el senyor Miquel de Vigo, acompanyaren als quatre tècnics per tal d'acordar el preu i les condicions de compra. Finalment, l'ordre d'inici de les obres es firmà el 3 de juliol del següent any, i la primera pedra de la construcció fou col·locada el 15 de setembre de 1793.

## Els problemes de la construcció del Llatzeret de Maó

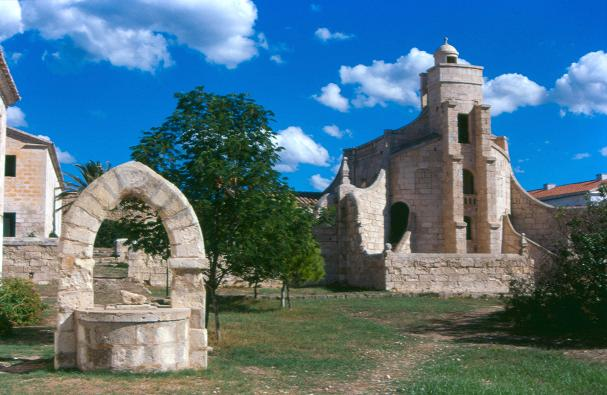
Jardins del Llatzeret

A l'inici, les obres es duren a terme sota les ordres de l'enginyer militar Manuel Pueyo, i tres anys més tard ja s'havien construït un dels quatre departaments que havia de tenir el Llatzeret. Així, el 15 d'agost de 1797 els jurats de Maó prenien possessió de la part del Llatzeret emmurallada i finalitzada, i descarregaven cotó provinent d'Esmirna per expurgar-lo. Tot i així, les obres es van frenar l'any següent a causa de l'esgotament dels diners que la Corona havia destinat i a causa de la reducció del nombre d'obrers fins al número trenta.
A partir de l'any 1798, la disminució de la freqüència en la construcció arribà a la parada total, ja que l'illa fou reconquerida, per darrera vegada pels anglesos, els quals no els interessava la construcció del Llatzeret, ja que era una precaució sanitària que afavoria el comerç espanyol. Doncs, els anglesos en tenien suficient amb el Llatzeret construït per ells mateixos a l'Illa de la Quarantena del port de Maó durant la seva anterior ocupació per tal de poder cobrir les seves necessitats sanitàries.
Quatre anys més tard, a causa del Tractat d'Amiens, Menorca fou retornada a la Corona Espanyola. Tot seguit, es volgué que fossin represes les obres del Llatzeret del port de Maó, però no fou fins a l'abril de 1803, que es recuperaren les obres, ja que arribaren 10.000 duros de l'Administració central per pagar els obrers. Aquest cop, fou Guillermo Casanova qui dirigí la construcció, el qual aportà moltíssima velocitat als treballs sense afectar les despeses, ja que recorregué a les quadrilles de presos procedents de Mallorca per tal d'obligar-los a participar en les obres.
Tot i així, no s'avançà tant com s'esperava, ja que, per exemple, l'any 1803 i 1804, hi hagué aturades a causa de la urgència d'usar les instal·lacions que encara estaven inacabades per tal d'hostatjar la quarantena de passatgers i mercaderies que viatjaven en vaixells on s'havien manifestat casos de febre groga. Un altre exemple que aturà la celeritat de Guillermo Casanova, fou la necessitat de destinar ocasionalment els treballadors de l'obra a altres missions, com per exemple l'any 1805, quan un suposat desembarcament enemic, que no existí, provocà la mobilització dels treballadors per ordre de les autoritats a ajudar a defensar l'illa.
Aquest mateix any, després de veure la falsedat de l'alarma, la construcció tingué una forta empenta a causa de l'augment en el nombre de treballadors, fins a arribar a uns 500. Així, la construcció s'acabà el 1807, i el dia 1 d'octubre, el Bisbe de Menorca beneí la capella del Llatzeret, que fou dedicada a l'advocació de Sant Sebastià. Tot i així, cal recordar que Espanya estava immersa en la Guerra de la Independència o del Francès, i per això, l'Administració sanitària de l'Estat central era gairebé inexistent, així, encara que fou inaugurat oficialment, l'administració no donà cap provisió per iniciar el funcionament del nou edifici sanitari.
A partir d'aquí s'inicià un llarg període de deu anys on el Llatzeret s'usà per a diferent fins, segons les diferents necessitats de cada moment. Així, s'usà com a lloc de quarantena, com a hospital, com a caserna i com a presó. Quan s'hagué d'utilitzar com a presó, es tancaren entre els murs del Llatzerets una part dels presoners de l'exèrcit del general Dupont, els quals, posteriorment foren traslladats a l'Illa de Cabrera, on foren abandonats i on la major part van morir.
Tots els usos inadequats del Llatzeret deterioraren fortament les instal·lacions. Per això, l'any 1816, el govern de Ferran VII decidí usar el Llatzeret només per a quarantenes sanitàries, i es practicaren diverses reparacions que duraren gairebé un any. Finalment, el 17 de juliol de 1817, s'inaugurà definitivament, encara que no va rebre cap nau fins al setembre de 1817. Aquest primer vaixell fou una bombarda espanyola comandada per Juan Capadónico, la qual s'anomenava Antonia.

## Els responsables del Llatzeret de Maó
Un cop acabades les obres, s'hagué de resoldre la qüestió de com organitzar el Llatzeret i qui s'havia de responsabilitzar. Els jurats de Maó, que eren qui s'encarregaven del Llatzeret des de feia segles i de la sanitat marítima del port per mitjà de la Junta de Sanitat Municipal, intentaren de totes les maneres continuar amb aquesta responsabilitat. Per aquest motiu, a mesura que s'anava acostant el dia de la inauguració, enviaven diverses peticions a Madrid sol·licitant que s'acceptés la Junta de Sanitat Municipal com a rectora de la nova institució, però l'Administració central no en fer cas. Així, just abans que s'iniciés el funcionament de les instal·lacions sanitàries, la Corona creà una Junta Superior del Lazareto de Mahón, la qual contenia una minoria de representants de la Junta de Sanitat Municipal, però tot i així, prenia les decisions independentment. A més a més, no només no tenien en compte els interessos de l'illa, sinó que tampoc tenien en compte els regionals.
En èpoques absolutistes, el president de la Junta del Llatzeret era el General Governador de Menorca, i en èpoques constitucionals, era el cap polític de les Illes Balears (càrrec equivalent al ja desaparegut Governador Civil). Els altres representants eren, el jurat major (com a vicepresident), dos membres del consistori, una persona que hagués sigut cònsol d'algun país del Mediterrani, un comerciant de Maó, un hisendat de Maó, el comandant del resguard de rendes, el Capità del port, un metge consultor i un secretari. Tots els càrrecs eren gratuïts, tret el del metge consultor que rebia 500 duros anuals com a gratificació.
Tots ells tenien la responsabilitat general del Llatzeret i de la sanitat del port de Maó, així, havien de ser competents amb l'organització de la institució sanitària i de la seva economia, i també de prendre mesures preventives. Però la gestió quotidiana era responsabilitat de persones que tenien l'encàrrec de la Junta i rebien un sou a canvi. Així, existia un alcaid, cap administratiu de la institució i encarregat d'assegurar el compliment de la quarantena de passatgers i mercaderies decretades per la Junta.
La gestió sanitària del Llatzeret la duien a terme un metge i un cirurgià que havien de viure a les instal·lacions i atendre mèdicament a tots els malalts. A la fi, hi havia un capellà i un sagristà, per dur a termes els afers relacionats amb la fe cristiana. A més a més, també hi havia un grup de guardes de la sanitat que vigilaven els malalts i les mercaderies per assegurar-ne l'aïllament d'aquests. En últim terme, trobem els empleats de fora del Llatzeret, com el diputat de Cales Fonts i el de la Consigna.

## Les quarantenes
En teoria, el funcionament sanitari del Llatzeret s'iniciava amb un interrogatori dirigit pel diputat d'Es Castell (un poble situat al mateix port de Maó, exactament davant Llatzeret) a cada patró de les diverses naus arribades al port de Maó. A partir del resultat de l'interrogatori i el contingut del document sanitari, el diputat d'Es Castell assignava un lloc per l'ancoratge del vaixell. Si el resultat no era sanitàriament adequat per als ciutadans de Maó, la nau era portada també al port de Maó però passant per cales més aïllades.
Posteriorment, el patró del vaixell era sotmès a un segon interrogatori, aquesta vegada, dirigit per l'alcaid del Llatzeret que comprovava la documentació sanitària i passava un informe complet d'aquesta a la Junta Rectora de la institució. Segons si es creia necessari o no, es duia e terme una inspecció visual de la tripulació, passatgers i càrrega que es transportava en el vaixell en qüestió. A la fi, es determinava la quarantena que es devia seguir i el lloc on s'havia de dur a terme. Si la càrrega era un perill, s'havia de treure de la nau per a poder-les descontaminar i així, no transmetés la pesta. Aquestes mercaderies s'anomenaven "contumaces", i generalment eren cotó, roba, etc.
Els passatgers, una vegada desembarcats, eren dirigits al perfumador, on devien sotmetre's a l'acció de gasos d'olors potents destinats a destruir els miasmes, fins que l'olor relacionada amb els miasmes de la pesta era tapada amb aquests perfums. En acabar, els individus anaven a l'edifici encomanat fins que s'acabés la quarantena en el que fa referència a les mercaderies, eren sotmeses a diferent tractament segons la seva naturalesa: els més sòlids eren duts a l'acció de gasos perfumats també, però aquests eren més forts, i el procés s'anomenava "fumigació". Els objectes més dèbils, eren simplement airejats, és a dir, l'acció de l'aire feia destruir els miasmes, eren portats en magatzems que tenien corrent d'aire a causa d'unes grans obertures a les seves parets.
Un cop passat el temps, decidit en un primer moment, de la quarantena, es feia una altra visita a la tripulació i viatgers, això si no havia aparegut cap incident durant aquest període. Si es confirmava que tot estava correcte, aquests podien entrar a l'illa de Menorca o desembarcar en qualsevol port espanyol, ja que se’ls hi atorgava un certificat d'haver passat la quarantena.
Tot això era la teoria, ja que com acostuma a passar, la pràctica divergeix una mica. La realitat era que les mercaderies eren portades als magatzems d'oreig o als perfumadors, però les persones, es quedaven als vaixells. Aquesta diferència era deguda a l'escassa economia de la institució.
Segons els estatuts del Llatzeret, no s'havia de necessitar més diners que els recaptats dels patrons del vaixell a canvi dels serveis rebuts, però, amb aquests diners s'havien de pagar, a part de les despeses ocasionades pels vaixells, els sous dels empleats de la institució i el manteniment de l'immens complex arquitectònic. És per això, que els ingressos del Llatzeret eren molt menors que les seves despeses. Sobre aquest tema hi ha un informe de Felip Monlau, qui va fer una visita d'inspecció al Llatzeret l'any 1853, on explica la lamentable situació econòmica d'aquesta institució al ministeri de la Governació de Palma de Mallorca.
Davant aquesta precària situació, és comprensible que ni la gent del vaixell volgués fer la quarantena en el Llatzeret, ja que aquest no estava moblat i les seves muralles eren una causa d'angoixa, ni que la junta tingués interès a fer complir la llei, ja que així s'estalviaven complicacions. En conseqüència, era normal que la gent fes quarantena en els vaixells, vigilats pels guardes que eren a bord i a la riba de la cala Teulera, per assegurar-se que no podien baixar ni comunicar-se amb ningú.
Cal remarcar que en situacions greus, com la que es donà el 1821 a causa de la febre groga, la situació de nombroses persones infectades dalt dels vaixells feia que la situació de tolerància fos substituïda per una situació on el reglament era seguit al peu de la lletra. En aquests casos, qualsevol individu que havia de seguir la quarantena, era obligat a desembarcar i instal·lar-se al Llatzeret, no només per tal de tenir un millor control de la situació, sinó també per a desinfectar les naus (netejar les cobertes i els ponts amb abundant aigua i fer la fumigació dels espais tancats amb els gasos d'olor penetrant que suposadament tenien poder desinfectant).
El cas concret de la febre groga del 1821, el desembarcament obligat de les persones que es trobaven a bord, va ocasionar greus problemes a ja Junta del rectorat de la institució, a causa de la mort en poques hores de les persones i a la ràpida difusió de la malaltia, doncs al Llatzeret hi havia un mosquit "aedes aegypti" que transmetia la febre groga i que era desconegut a l'època. Aquests dos factors se sumaven al fet que els confinats sans es queixaven de la manca d'estris per a poder seguir la quarantena.
A més a més, el reglament del Llatzeret no creia necessari augmentar el personal sanitari en moments on hi havia un elevat nombre de malalts, és a dir, continuava sent un metge i un cirurgià. El metge consultor no habitava regularment al Llatzeret, sinó que assessorava la Junta Superior a Maó. El que sí preveia el Llatzeret era un augment de guardes. Aquest fet reflecteix la impotència de la medicina de l'època davant malalties altament mortíferes com la pesta o la febre groga. Els metges de l'època sabien que eren incapaços de posar fi a les epidèmies amb els estris i coneixements que posseïen, i que l'única actuació viable era impedir que s'estenguessin més. Per això, la principal preocupació era aïllar els malalts més que la seva curació, i en segon terme, es vigilava les persones que havien estat en contacte amb ells. Per aquest motiu era més necessari augmentar els guardes que no pas els metges.

## El final del Llatzeret
Al llarg del segle xix, la situació dramàtica va anar canviant, sobretot en les últimes dècades a causa que els avenços de la medicina van poder fer comprendre les vies de transmissió de les malalties i a causa que l'Estat es va fer responsable de la gestió del Llatzeret maonès. El primer fet va comportar l'existència d'infermeries d'infeccioses allà on hi havia hagut els magatzems de mercaderies on s'intentava eliminar el paràsit. El segon, aconseguí disminuir la precària situació de les instal·lacions, sempre tenint en compte el context de l'Administració espanyola durant el segle xix.
Al mateix temps que la situació del Llatzeret millorava, les grans epidèmies que havien arrasat Europa durant els anteriors segles, anaven sent erradicades a poc a poc, gràcies a la millora higiènica. A més a més, en les malalties que en aquest moment es patien, com el còlera, la funció del Llatzeret era reduïda, ja que la transmissió era per aliments i aigua contaminats, per tant, l'aïllament dels malalts no era acceptable. Així, a poc a poc els Llatzerets foren tancats i les instal·lacions eren per dur a terme altres finalitats.
A l'Estat espanyol, aquest moment arribà a les primeres dècades del segle xx, i així, poc més de cent anys de funcionament, el Llatzeret de Maó fou clausurat com a instal·lació de quarantena. A partir d'aquest moment el Llatzeret s'usa per estiuejar, celebrar simposis i congressos científics. El fet que el Llatzeret mai hagi tancat les portes, permet observar les instal·lacions gairebé igual com fa quasi dos-cents anys, fet que el caracteritza, ja que és dels pocs Llatzerets marítims que s'han conservat intactes. Això fa que el Llatzeret de Maó sigui dels pocs testimonis que queden en la lluita de la humanitat contra les malalties infectocontagioses.